# معركة حلق الوادي 1612
وقعت هذه الغارة ليلة 23 أو 25 مايو 1612 عندما قامت مجموعة من السفن الحربية من صقلية ونابولي بالهجوم على بعض السفن التونسية في حلق الوادي، شمال تونس. تم تدمير حوالي 7 أو 9 أو 10 من السفن الشراعية التونسية، في حين تم الاستيلاء على العديد من السفن الصغيرة.

## السفن المشاركة
الحلفاء 
- صقلية (أوتافيو دي أراجون)
  - 6 سفن حربية

- نابولي (سانتا كروز)
  - 7 سفن حربية

 تونس 
تدمير 7 سفن شراعية أو أكثر، وتم الاستيلاء على عدة سفن أصغر.